# TOI-1136
TOI-1136とは、りゅう座の方向に太陽系から約276光年離れた位置に存在する恒星である。
2022年、TESSによる観測でこの恒星の周囲に6個の太陽系外惑星が公転していることが発見された。

## 特徴
TOI-1136は、スペクトル分類がG型の太陽に似た恒星であるが、年齢はわずか7億年と推定されているため、太陽の47億年と比較してはるかに若い恒星である。
これまでの観測で、TOI-1136に伴星は存在しないと考えられている。
質量と表面温度は太陽と似ており、標準太陽モデルで予測されているように、その若い年齢と内部の水素とヘリウムの比率により、半径は太陽の半径よりも少し小さい。

## 惑星系
この恒星には最初、TESSによるトランジット法を用いた観測で、Threshold-Crossing Event（TCE）に基づいて、4個の惑星候補が最初に検出された。これにより、この恒星にはTESS object of interest（TOI）が与えられ、「TOI-1136」と指定された。これらの惑星候補は公転周期が近いものから「TOI-1136.02」（約6.3日）、「TOI-1136.01」（約12.5日）、「TOI-1136.04」（約18.8日）、「TOI-1136.03」（約26.3日）である。さらにその後、約4.2日と約39.5日の公転周期を持つ2個の惑星候補も報告された。惑星候補の検出はBox-Least-Square（BLS）で確認した。その後、2022年にこれら6個の惑星の存在が確認され、公転周期が短い惑星からb、c、d、e、f、gと指定された。
確認された6個の惑星は、地球の2倍から5倍の半径を持ち、主星に比較的近い軌道を公転している。公転周期は4日から40日の範囲に位置し、すべてが軌道共鳴状態にあり、比率は3:2（惑星bと惑星cの間）、2:1（惑星cと惑星dの間）、3:2（惑星dと惑星eの間）、7:5（惑星eと惑星fの間）および3:2（惑星fと惑星gの間）である。
2023年12月7日、7個目の惑星に起因する可能性がある1つのトランジットが観測されたことを公表した。この惑星候補はミニ・ネプチューンサイズだが、軌道要素は不明な部分が多い。この惑星候補の存在が確認されれば、TOI-1136は知られている中で最大の惑星系の一つになる。

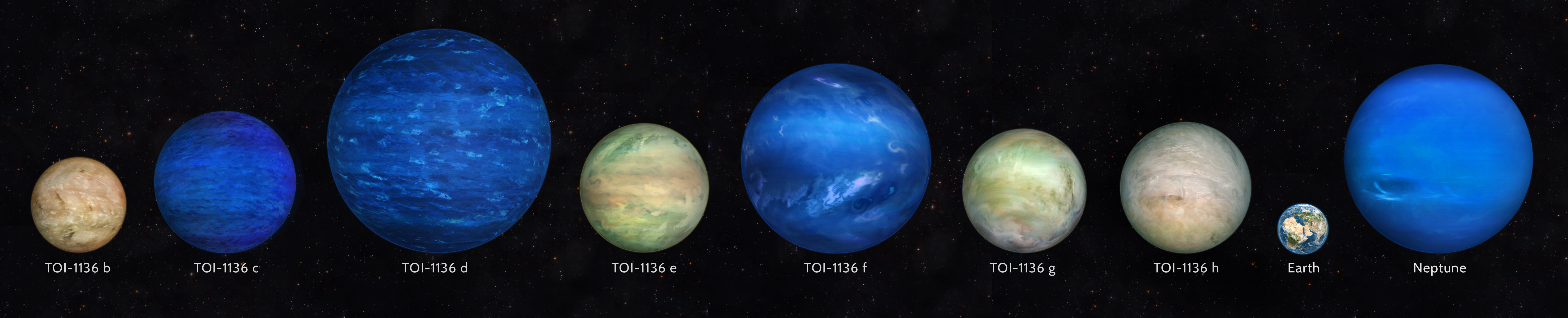
TOI-1136系の惑星と地球、海王星の大きさ比較

| 名称 （恒星に近い順） | 質量               | 軌道長半径 （天文単位） | 公転周期 (日)             | 軌道離心率          | 軌道傾斜角        | 半径                  |
| --------------------- | ------------------ | ----------------------- | ------------------------- | ------------------- | ----------------- | --------------------- |
| b                     | 3.01+0.71 −0.89 M⊕ | —                       | 4.17278+0.00024 −0.00018  | 0.031+0.038 −0.021  | 86.44+0.27 −0.21° | 1.90+0.21 −0.15 R⊕    |
| c                     | 6.0+1.3 −1.7 M⊕    | —                       | 6.25725+0.00017 −0.00025  | 0.117 ± 0.028       | 89.42+0.39 −0.55° | 2.879+0.060 −0.062 R⊕ |
| d                     | 8.0+2.4 −1.9 M⊕    | —                       | 12.51937+0.00037 −0.00041 | 0.016+0.013 −0.010  | 89.41 ± 0.28°     | 4.627+0.077 −0.072 R⊕ |
| e                     | 5.4 ± 1.0 M⊕       | —                       | 18.7992+0.0017 −0.0015    | 0.057+0.010 −0.013  | 89.31+0.26 −0.18° | 2.639+0.072 −0.088 R⊕ |
| f                     | 8.3+2.8 −3.6 M⊕    | —                       | 26.3162+0.0017 −0.0013    | 0.012+0.019 −0.0097 | 89.38+0.22 −0.17° | 3.88 ± 0.11 R⊕        |
| g                     | 4.8+4.7 −3.3 M⊕    | —                       | 39.5387+0.0036 −0.0030    | 0.036+0.026 −0.018  | 89.65+0.18 −0.13° | 2.53+0.11 −0.12 R⊕    |
| h (候補)              | <18.8 M⊕           | ~0.36                   | ~77                       | 0.04+0.05 −0.03     | 89.68±0.02°       | 2.68+0.20 −0.18 R⊕    |